# Matthew Sweet
Matthew Sweet (* 6. října 1964) je americký hudebník. V roce 1978 se stal členem skupiny The Specs, kde hrál na baskytaru. Kapela se rozpadla roku 1980. V roce 1983 vystupoval v duu s Michaelem Stipem pod názvem Community Trolls a rovněž hrál na kytaru v kapele Oh-OK. Jedním z jeho dalších projektů bylo duo The Buzz of Delight. V polovině osmdesátých let začal vydávat vlastní alba. V devadesátých letech vystupoval s kapelou Ming Tea, kde hráli ještě Susanna Hoffs a Mike Myers. Společně s Hoffs vydal tři alba složená z coververzí: Under the Covers, Vol. 1 (2006), Under the Covers, Vol. 2 (2009) a Under the Covers, Vol. 3 (2013).